# Trogon del Chocó
El trogon del Chocó (Trogon comptus) és una espècie d'ocell de la família dels trogònids (Trogonidae) que habita la selva humida de les terres baixes de l'oest de Colòmbia i nord-oest de l'Equador.